# حاوحا
حاوحا (انگلیسی: Jauja) یک فیلم درام تاریخی به کارگردانی لیساندرو آلونسو است که در سال ۲۰۱۴ به نمایش درآمد. حاوحا یکی از فیلم‌های بخش نوعی نگاه جشنوارهٔ فیلم کن ۲۰۱۴ بود و و برندهٔ جایزهٔ فیپرشی در این جشنواره شد. از بازیگران فیلم می‌توان به ویگو مورتنسن و گیتا نوربی اشاره کرد.